# Лава на лаву

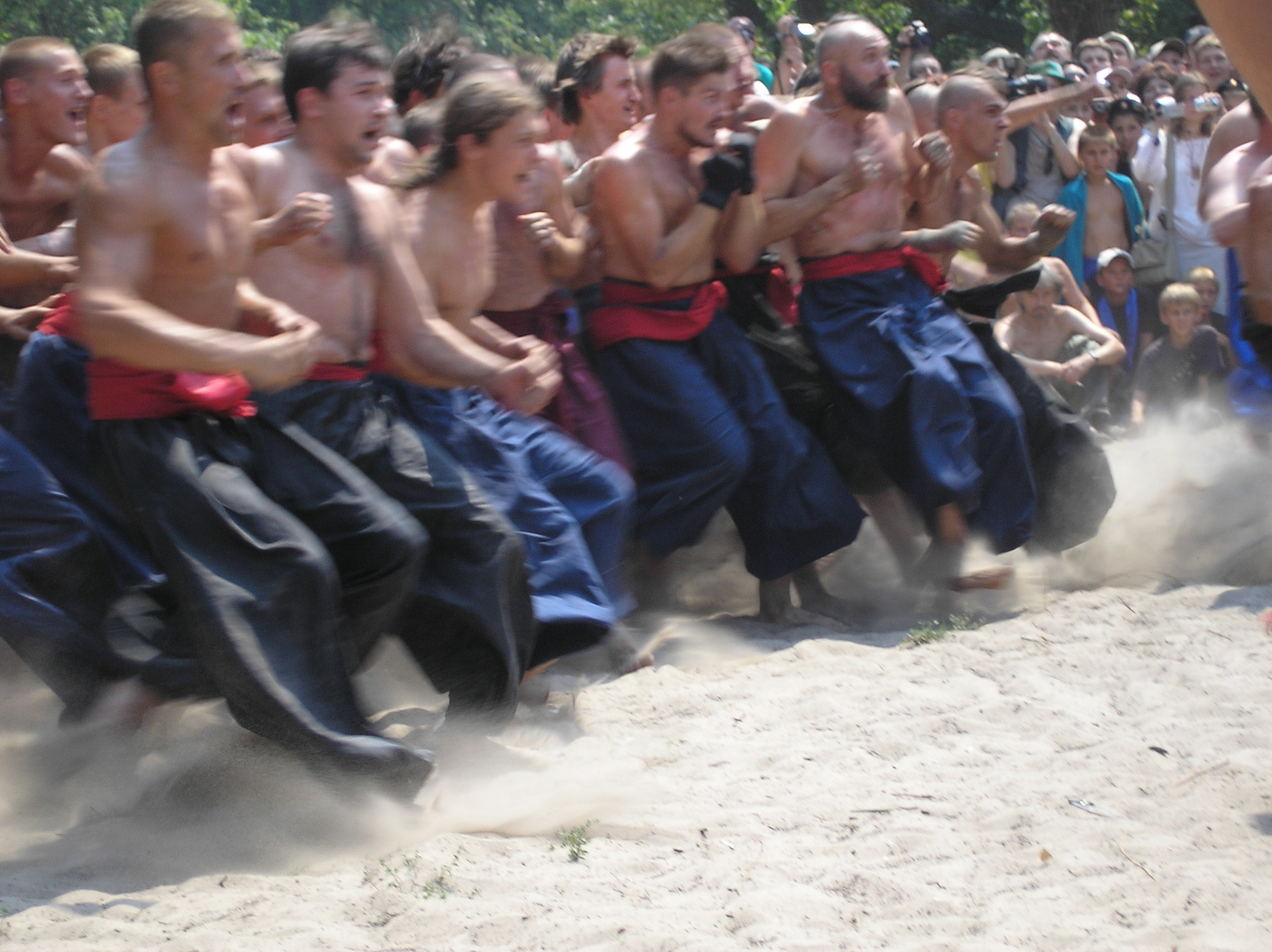
Змагання. НЗ

Лава на лаву - традиційне українське  бойове мистецтво, яке базується на старовинному звичаї народних забав та "кулачних бійок". Полягає у змаганні двох "лав", тобто двох шеренг бійців . 
Поняття бойового мистецтва "лава на лаву" більш вузьке ніж поняття  штурхобочного бою бо має на увазі не тільки сам факт масового фізичного протистояння, а і крім цього поняття "лава на лаву" включає глибоку культуру побудови бойового шикування лави. Включає культуру взаємодії в бойовому строю, чітку систему командної побудови і змагань. Кожен учасник бою "лава на лаву" має розуміти положення власної команди, положення суперника. Діяти відповідно від командної ситуації, а не відповідно до власних мінливих побажань. В бою "лава на лаву" кожна лава являє єдине ціле формування
. 
Кожна лава обирає свою тактику бою, форма побудови лави може бути різною, бійці можуть триматися за руки або битися окремо, можуть битися обличчям до обличчя або у бічному положенні. Лава може брати розгін з різних відстаней. Зазвичай лава налічує до 25 бійців .
В Україні проводяться традиційні всеукраїнські змагання з бойового мистецтва "лава на лаву", зазвичай вони проходять в Запоріжжі. Часто змагання з "лава на лаву" проводяться як один із розділів змагань з бойового мистецтва 
спас. 
Історично "лава на лаву" є козацьким бойовим мистецтвом. Під час таких спортивних забав козаки тренувалися міцно тримати стрій, що було вкрай важливо у рукопашному бою XVII-XVIII століть . Вогнепальна зброя тієї історичної епохи не дозволяла покладатися на неї в бою через низьку скорострільність і точність. Тому багато що вирішувало рукопашне протистояння. 
Нерідко елементи бойового мистецтва "лава на лаву" застосовуються в політичних протистояннях, наприклад бійці УНА-УНСО застосовували атаку лавою під час протистояння силам "беркута" під час зіткнень Кривавого вівторка в 1995 році і Україна без Кучми 2001 року . Саме злагоджені і відточені дії в традиційній козацькій лаві, дозволили бійцям УНА-УНСО ефективно протистояти закутим у численні металеві захисні обладунки співробітникам нині за злочини розформованого 
спецпідрозділу "беркут".